# 披针叶百合
披针叶百合（学名：Lilium nepalense var. ochraceum）为百合科百合属紫斑百合的变种。分布于中国大陆的四川、云南等地，生长于海拔2,000米至3,000米的地区，多生长于草坡及灌木林下，目前尚未由人工引种栽培。